# Mosasauroidea
Mosasauroidea (alternativamente, mosasauroideos o mosasaurios) es una superfamilia extinta de lagartos del Cretácico Superior aproximadamente (hace 95 a 65 millones de años) que incluye a los mosasáuridos altamente especializados en la vida acuática y a sus parientes los lagartos semiacuáticos los "aigialosaurios", que se cree guardan una estrecha relación con los lagartos varanos y las serpientes. Fósiles después de mosasauroideos se han encontrado en América del Norte, América del Sur, Antártida, África, Europa y en Nueva Zelanda.

## Descripción

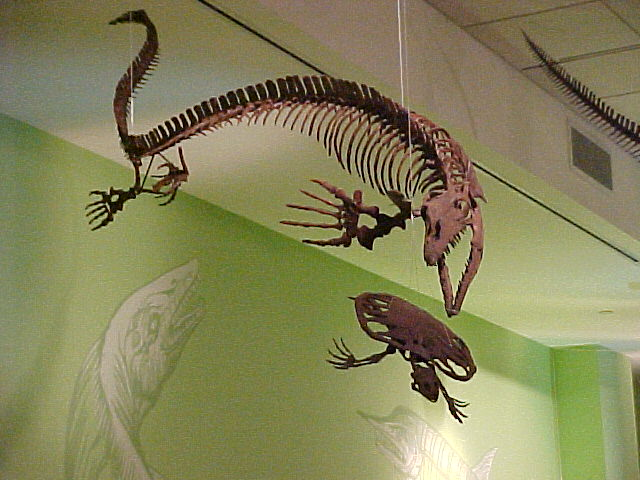
Fósil de Clidastes, un mosasáurido.

Los Mosasauroidea eran animales marinos que tenían cierto parecído a cocodrilos, aunque con una constitución más delgada. Tenían cuerpos alargados y colas con un extremo amplio para propulsarse, y cabezas triangulares con largas mandíbulas y dientes afilados. Mientras que los aigialosaurios parecen haber retenido sus patas, ya que se cree que sólo fueron en parte reptiles acuáticos, la mayoría de los miembros de la familia Mosasauridae (excepto Dallasaurus) ya habían transformado sus miembros en aletas, y, por tanto, con toda probabilidad, vivían y se reproducían en el mar, dando a luz a sus crías en el agua en lugar de poner huevos, como las tortugas marinas, una característica que también desarrollaron otros grupos de reptiles marinos como los plesiosaurios, ictiosaurios y serpientes marinas. Dentro del clado Mosasauroidea han sido descrito numerosos géneros. Se ha sugerido que la elevada diversidad pudo haber estado influenciada en parte por el ensanchamiento del antiguo mar de Tetis, que se cree que ocurrió en el Cretáceo (Superbiola y et.al Houssaye, 2008).